# Genova
Genova (slovenska izgovorjava: génova; italijansko Genova, [džènova]; ligursko Zêna; latinsko Genua) je mesto in morsko pristanišče v severni Italiji, ki je glavno mesto pokrajine Genova in italijanske dežele Ligurija.
Samo mesto ima okoli 600.000 prebivalcev, medtem ko jih ima metropolitansko območje Genove okoli 900.000.
Genovsko pristanišče je največje v Italiji in drugo največje v Sredozemlju. Leži približno v sredini Ligurije in v najsevernejšem delu Genovskega zaliva med Vzhodno obalo/Primorjem (Riviera di Levante /ligursko Rivëa de Levante) in Zahodno obalo/Primorjem (Riviera di ponente / ligursko Rivëa de Punènte). Je tudi prometno vozlišče več avtocest in železniških prog. Znamenit avtocestni viadukt iz 60. let 20. stoletja, znan kot Most Morandi (Ponte Morandi, uradno Viadotto Polcevera) nad Genovo se je avgusta 2018 v neurju delno zrušil, kar je terjalo kar nekaj smrtnih žrtev, ker pa je bila celotna konstrukcija sumljiva, so ga kar v celoti podrli. Leta 2020 je bil zgrajen nov sodoben most (viadukt) po načrtih arhitekta Renza Piana.